# Bernadottevåningen

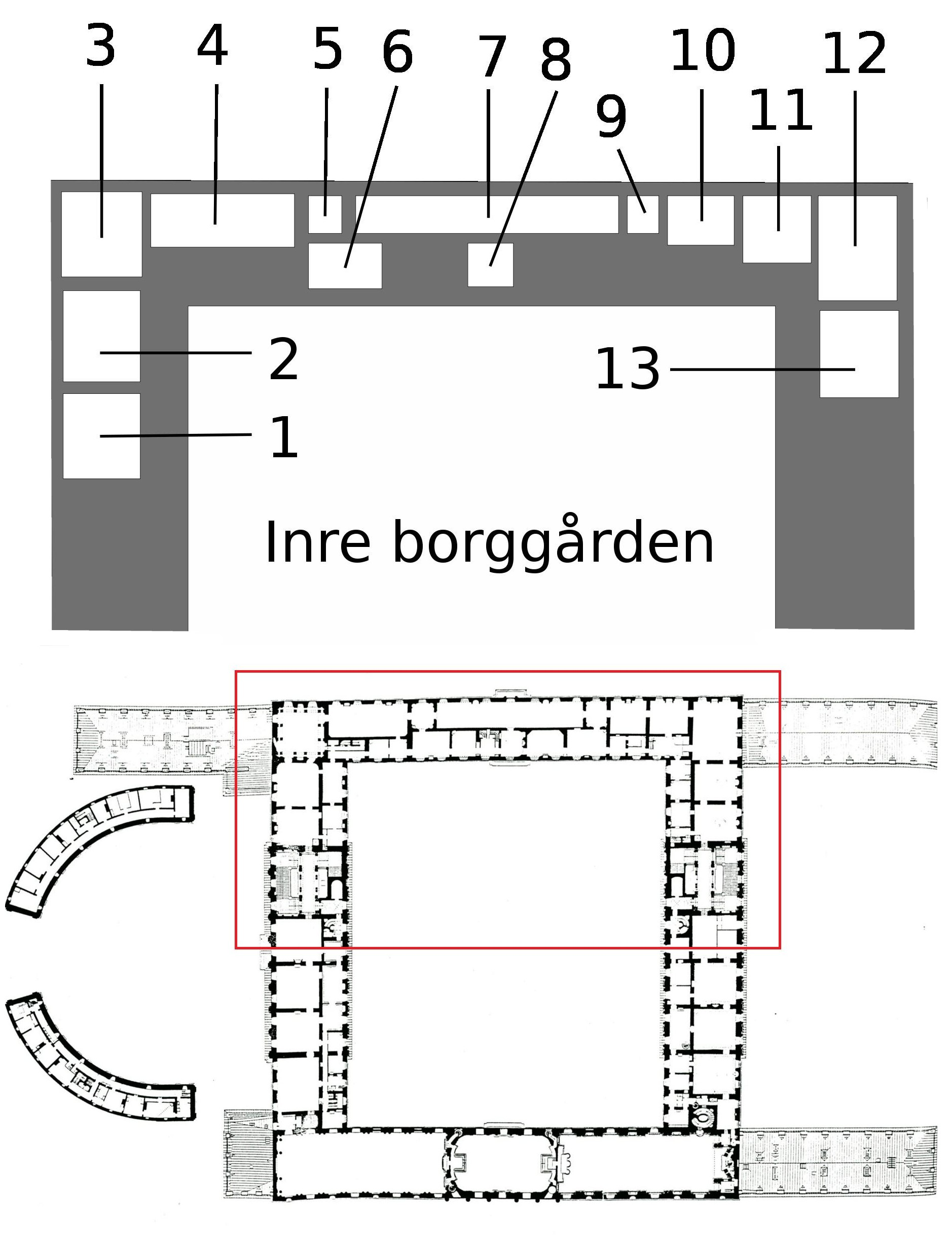
Planskiss över rummen i Bernadottevåningen.
1: Stånddrabantsalen
2: Livdrabantsalen
3: Pelarsalen
4: Victoriasalongen
5: Västra åttkantiga kabinettet
6: Oscar II:s skrivrum
7: Bernadottegalleriet
8: Frukostrummet
9: Östra åttkantiga kabinettet
10: Lovisa Ulrikas audiensrum
11: Lovisa Ulrikas förmak
12: Lovisa Ulrikas matsal
13: Livdrabantsalen

Bernadottevåningen är en representationsvåning i den 1:a våningen, norra längan på Stockholms slott, och bär namn efter Sveriges regerande kungaätt Bernadotte. Namnet kommer av den samling porträtt av kungaättens medlemmar som finns i Bernadottegalleriet, våningens största rum. Rummen ligger huvudsakligen i slottets norra länga, och används vid audienser, utdelning av medaljer och vid sammanträden i Utrikesnämnden. Bruttoarean är cirka 2 650 m². Rummen visas också för allmänheten.
Våningen inreddes ursprungligen på 1730- och 1740-talen med Carl Hårleman som arkitekt. Kung Adolf Fredrik och drottning Lovisa Ulrika flyttade in 1754, och då inreddes rummen med möbler tillverkade av de främsta hantverkarna i Stockholm vid den tiden.
Det sista kungapar som använde Bernadottevåningen som bostad var Oscar II och Sofia. Därefter har vissa rum återställts till det ursprungliga utseendet på 1700-talet, medan andra rum har kvar inredningen från 1700-talet.

## Våningens rum

### Stånddrabantsalen
Stånddrabantsalen användes av stånddrabanterna som var den lägre rangen av kungliga livvakter. I rummet finns ett ryttarporträtt av Gustav II Adolf, troligen utfört av Albert Cuyp, reliefer med hjälmar och lilla riksvapnet samt ett skåp med skulpterad dekor och fanér, utfört kring år 1700.

### Livdrabantsalen
Livdrabantsalen hade förr en ständig vakt bestående av personal från Kunglig Majestäts drabanter. I rummet finns byster av Fredrik I och Adolf Fredrik, utförda av Jacques Philippe Bouchardon, samt Per Krafft d y:s målning av Karl XIV Johans kröning i Storkyrkan. Målningen utfördes 1824. Mellan rummets två fönster finns ett väggur i förgylld brons från omkring 1750, signerat Mynüel à Paris.

### Pelarsalen

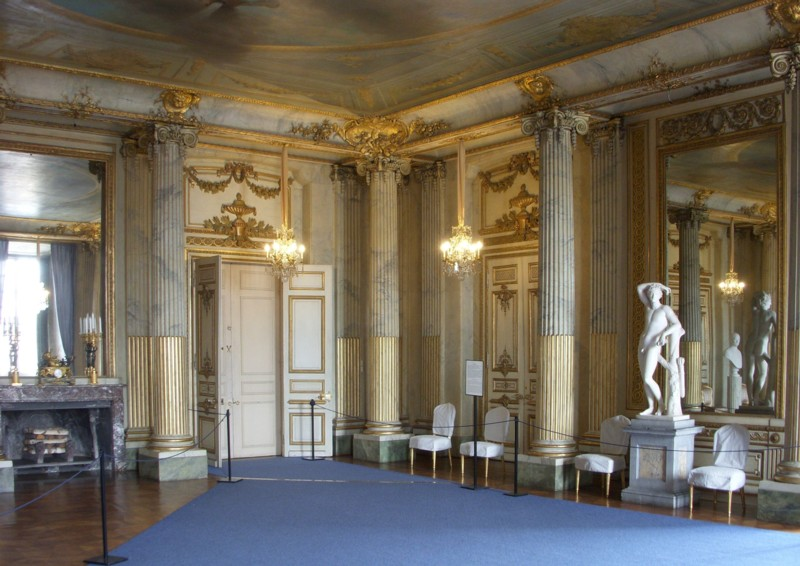
Pelarsalen 2011

Pelarsalen används vid de utdelningar av medaljer som äger rum på konungens namnsdagar. Ursprungligen fungerade rummet som förmak och matsal för Adolf Fredrik. Rummets takmålningar föreställer Moder Svea och årstiderna. De utfördes av Alessandro Ferretti på 1730-talet. I fönsternischerna finns trofégrupper utförda av Johan Pasch.
Gustav III lät omkring år 1780 modernisera Pelarsalen. Bildhuggaren Jean Baptiste Masreliez fungerade som arkitekt. Då byttes dörröverstyckena ut, och de stillebenmålningar som hörde samman med rummets tidigare funktion som matsal byttes ut mot spegeltrymåer. Rummet förändrades ytterligare på 1800-talet, men återställdes på 1940-talet.
I Pelarsalen finns även två statyer, Apollo och Venus, utförda av Johan Tobias Sergel. Originalet till Venusstatyn finns på Nationalmuseum. Rummets stolar i gustaviansk stil är tillverkade av Erik Öhrmark.

### Victoriasalongen

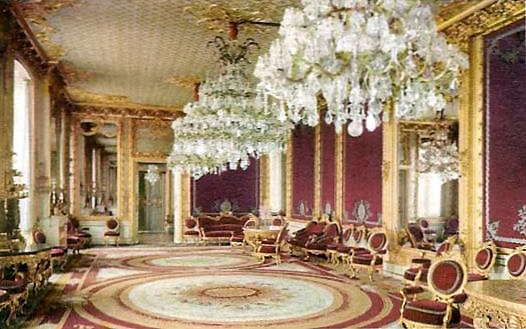
Victoriasalongen, 1940-1950-tal.

I Victoriasalongen fanns under 1800-talet en skulptur av segerns gudinna Victoria, därav namnet. Rummet var ursprungligen två, och fungerade som Adolf Fredriks inre förmak och audiensrum. Under Gustav III:s styre revs mellanväggen, och ett enda stort rum bildades. Rummet fick sitt nuvarande utseende på 1860-talet under ledning av Fredrik Wilhelm Scholander.
På Victoriasalogens inre vägg finns tapeter i röd sammet med drottning Lovisa Ulrikas monogram i guld och silver. Dessa tapeter fanns ursprungligen under 1700-talet i Lovisa Ulrikas audiensrum. De stora kristallkronorna i rummet tillverkades i Wien på 1860-talet. Rummets stora handknutna matta köptes 1867 i Stockholm. I rummet finns även två ovala bord utförda av den italienske stuckatören Viottri för Oscar I och Josefina av Leuchtenberg, samt ett orientaliserande skåp i blått Sèvresporslin som var en gåva från Napoleon III till Karl XV 1863. Skåpet är det största föremål som tillverkats vid porslinsmanufakturen i Sèvres.

### Västra åttkantiga kabinettet
Västra åttkantiga kabinettet, tillsammans med ett liknande rum kallat Östra åttkantiga kabinettet, ligger på var sida om Bernadottegalleriet. Rummen är inredda i rokoko. Västra åttkantiga kabinettets takmålningar är utförda av Guillaume-Thomas-Raphael Taraval. Väggarnas skurna dekor är ritad av Carl Hårleman och utförd av Jean Bourguignon och Jean-Gaspard Callion. Dessutom finns urnor tillverkade vid Älvdalens porfyrverk.

### Oscar II:s skrivrum
Oscar II:s skrivrum inreddes på 1870-talet för Sveriges dåvarande kung Oscar II. Rummet fungerade ursprungligen som Adolf Fredriks sängkammare. Stilen är typisk för det sena 1800-talet: mörkt och ombonat med tjocka gardiner, mycket möbler och prydnadssaker. Väggarna är täckta av papier-maché som imiterar grönt knapphäftat tyg. I rummet finns flera stora oljemålningar i guldram.
Elektricitet installerades på Stockholms slott 1883 och telefon 1884. Därför finns i Oscar II:s skrivrum för sin tid mycket modern utrustning.
Efter Oscar II:s död 1907 har rummet stått orört som ett minne över kungen.

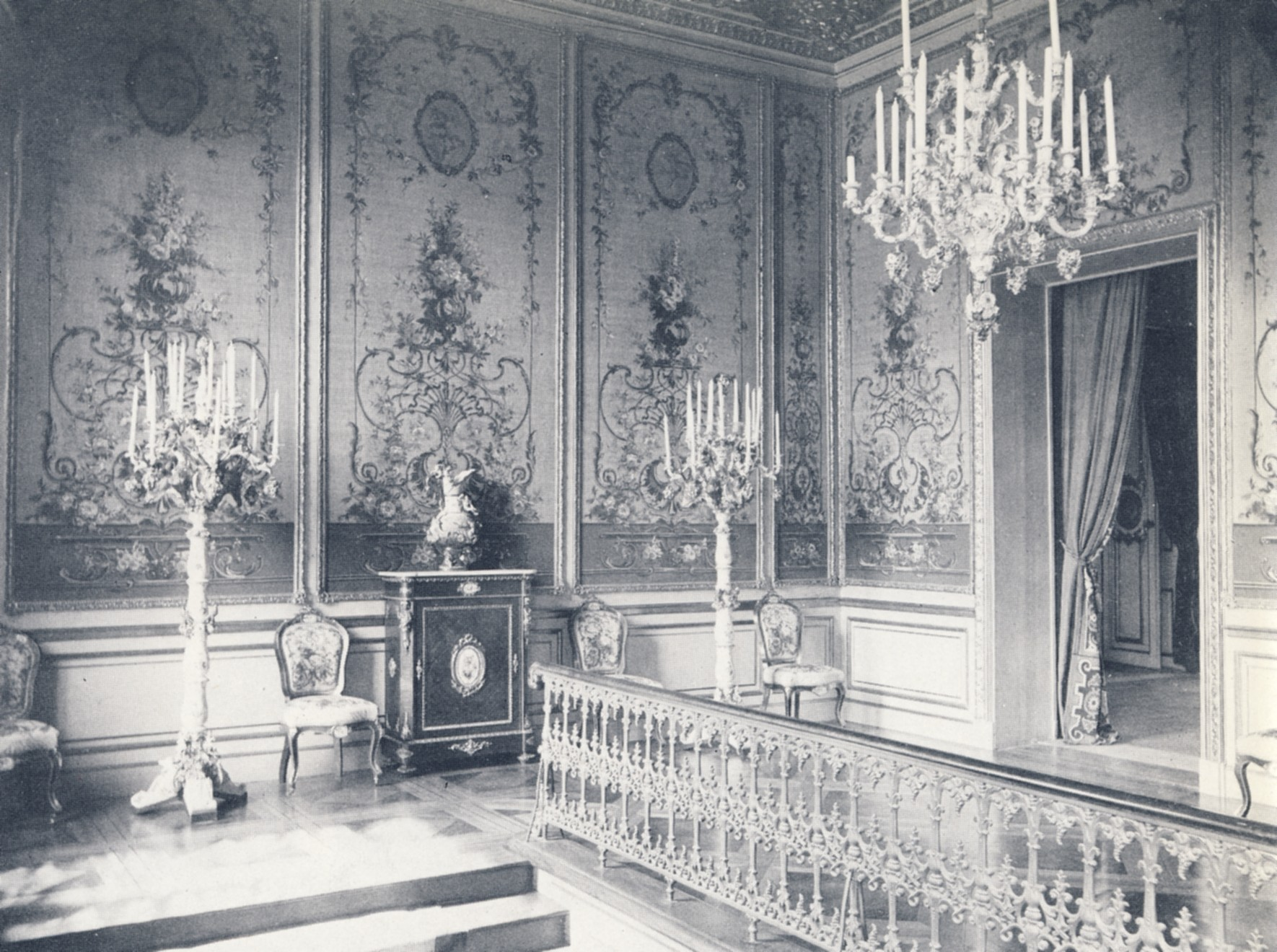
Oskar II:s skrivrum inrett som Karl XV:s paradtrappa 1870
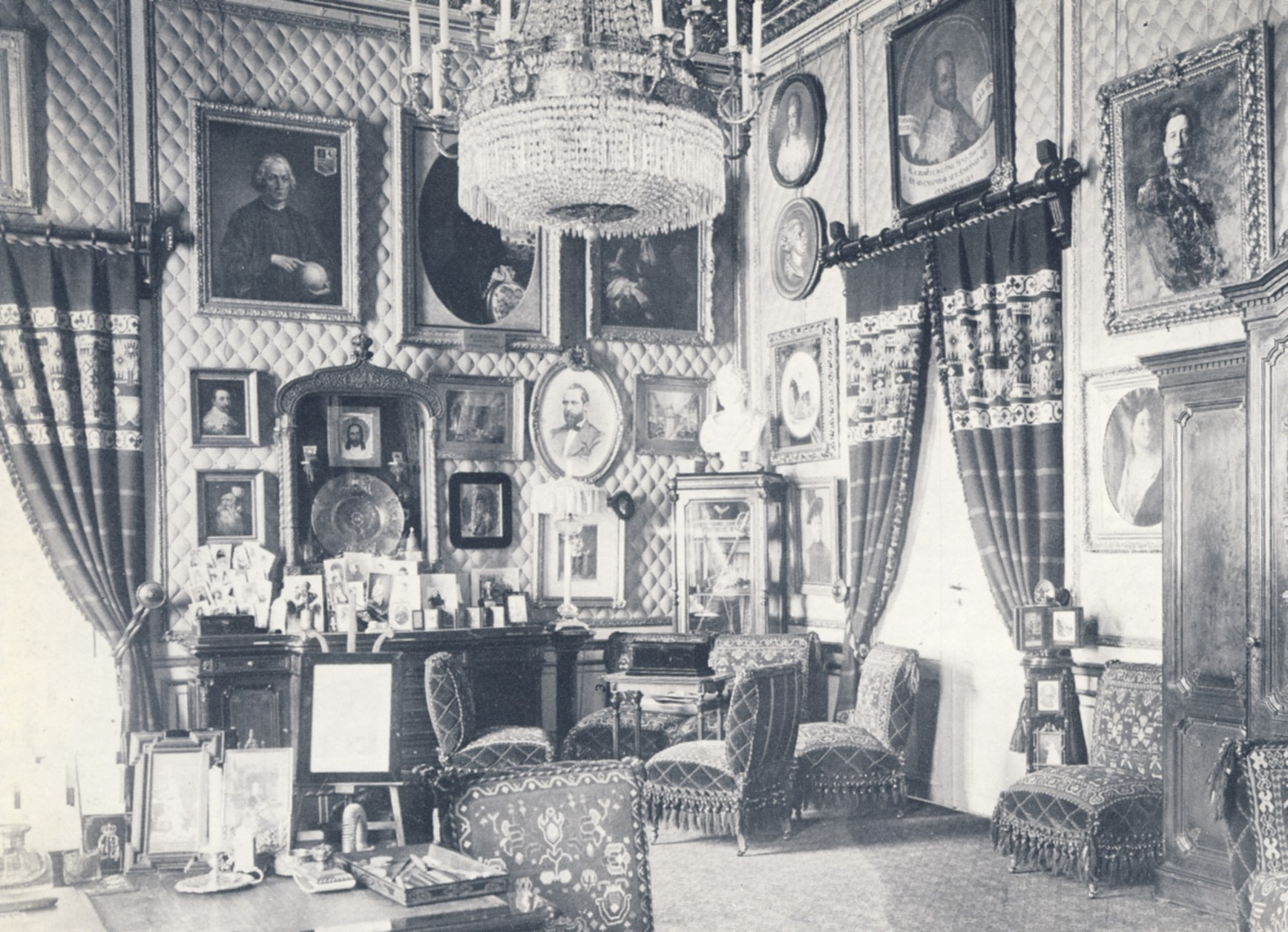
Oskar II:s skrivrum 1893

### Bernadottegalleriet
Bernadottegalleriet är ett långsmalt rum i Bernadottevåningens mitt. Det fungerade ursprungligen som Adolf Fredriks och Lovisa Ulrikas gemensamma mottagningsrum. Från denna tid finns takmålningen samt partierna kring fönster och dörrar bevarade. På 1700-talet gjorde Gustav III om rummet för att inrymma kungens konstsamling, som idag finns på Nationalmuseum. På kung Oscar II:s och drottning Sofias tid delades rummet av i tre salonger, möblerat på samma sätt som det intilliggande Oscar II:s skrivrum.
Samlingen av porträtt av ätten Bernadottes medlemmar har visats i rummet sedan 1920-talet. De båda stora målningar som visar Karl XIV Johan och Desideria är utförda av François Gérard. Målningen av Oscars (I) och Josefinas bröllop i Storkyrkan 1823 är utförd av Fredric Westin. På Bernadottegalleriets inre vägg hänger tre stora porträtt av svenska kungar: Karl XV målad av Gottfried Virgin 1873, Gustaf V av Emil Österman 1913 och Oscar II av Georg von Rosen 1875. På kortväggen hänger Anders Zorns porträtt av Oscar II och Sofia.
I galleriet finns även Karl XIV Johans praktsvärja, marskalksstav och fältsilver utställda. Värjan är gjord i Versailles och har ett fäste av förgylld ciselerad brons.

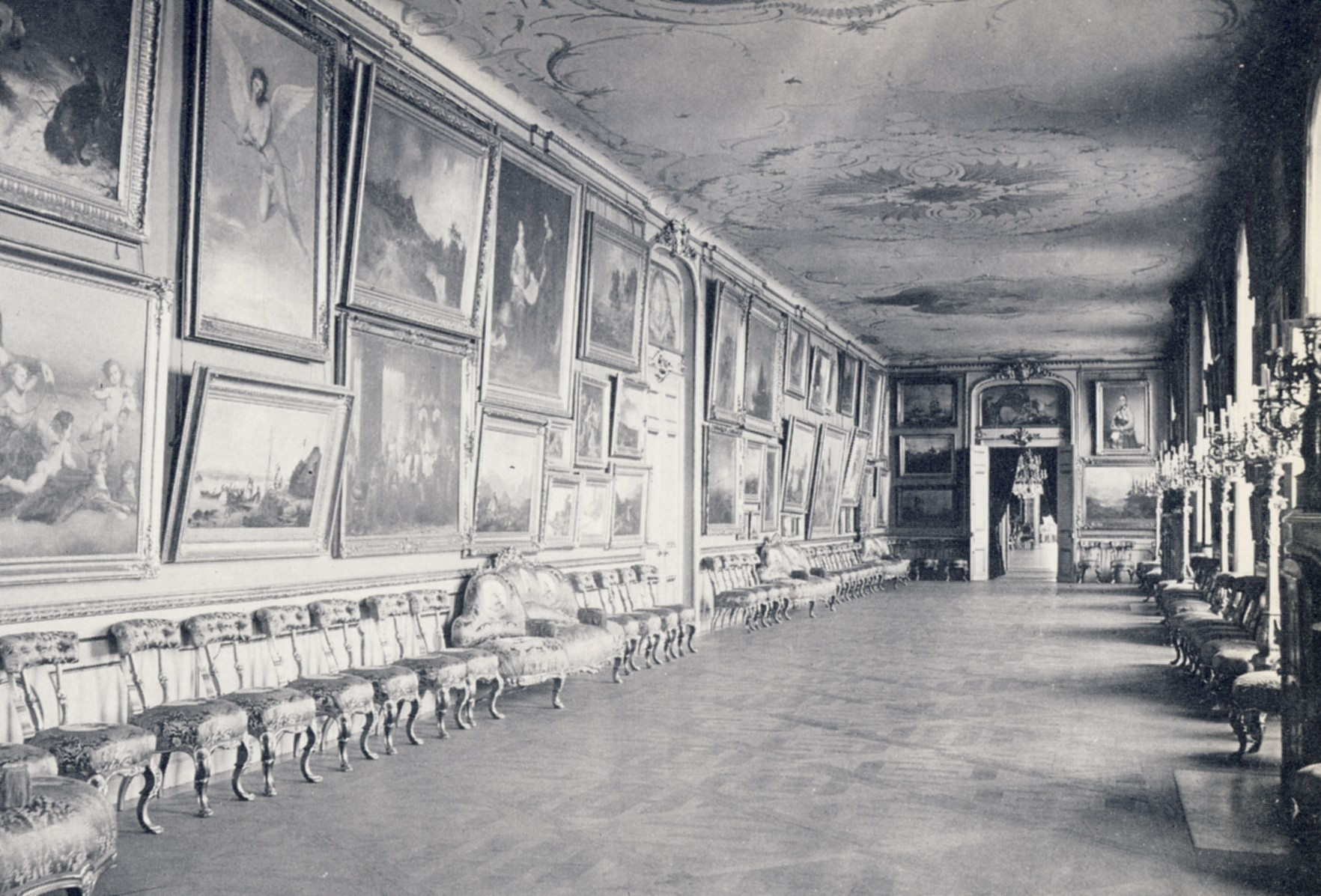
Bernadottegalleriet inrett som Karl XV:s målningssamling 1870
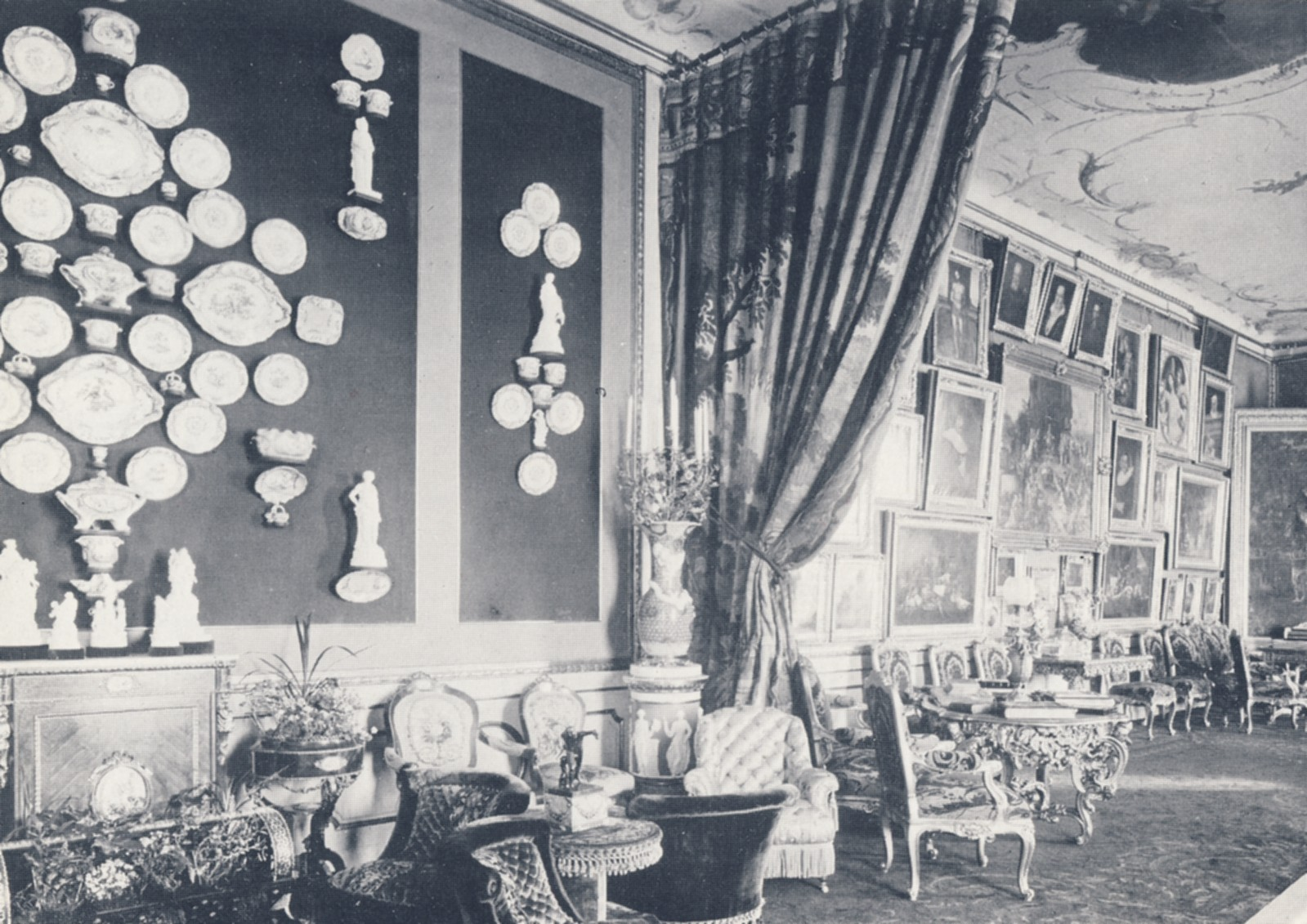
Bernadottegalleriet inrett som Salong för Oscar II 1888
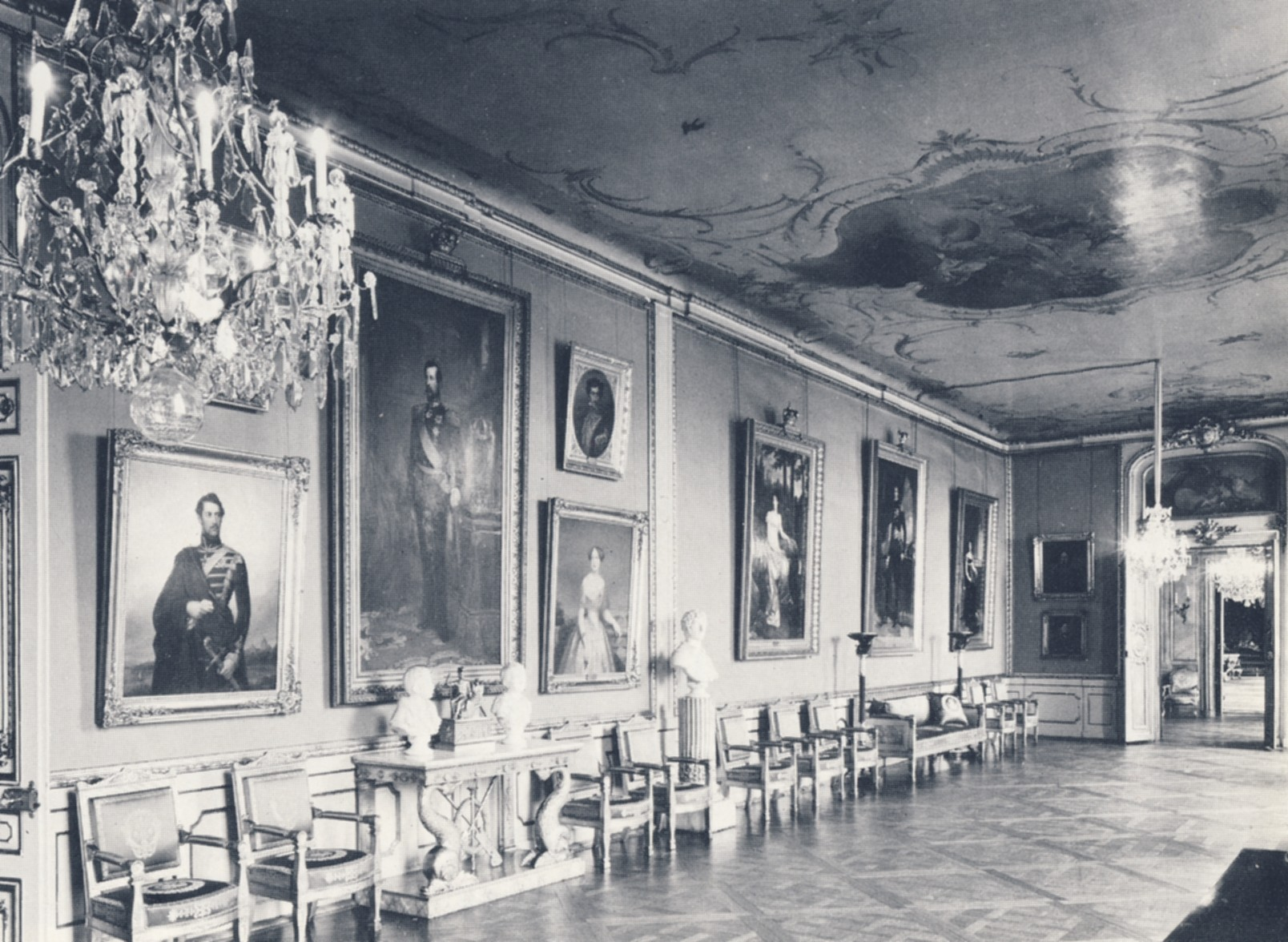
Bernadottegalleriet på 1950-talet
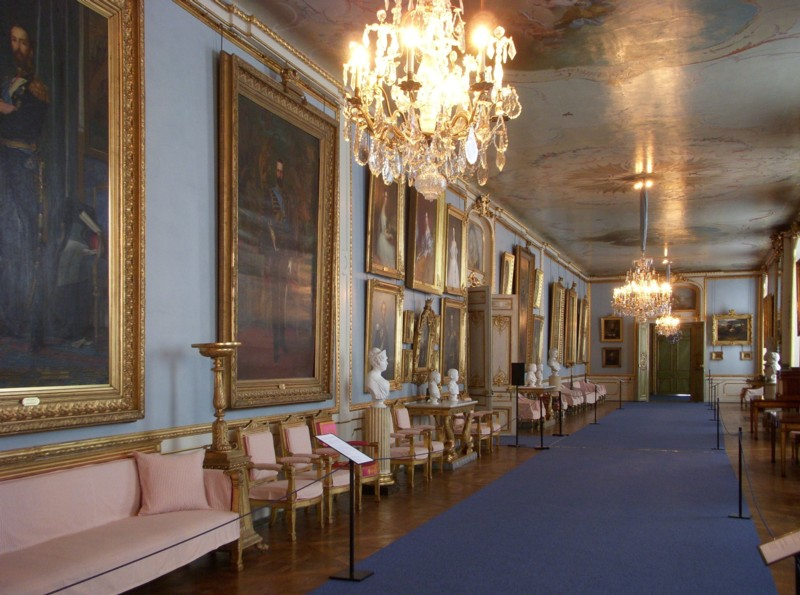
Bernadottegalleriet 2011

### Frukostrummet
Frukostrummet kallades ursprungligen för Kommunikationsrummet, och fungerade som förbindelselänk mellan Adolf Fredriks och Lovisa Ulrikas respektive våningar. Rummet användes på 1870-talet av kung Oscar II och drottning Sofia som frukostrum, och fick då sitt nuvarande namn.
I Frukostrummet finns en ljuskrona utformad som en kunglig krona uppburen av amoriner. Den ritades av Agi Lindegren i samarbete med Julius Kronberg, och tillverkades vid C.G. Hallbergs guldsmedsfirma i Stockholm. Den skänktes till Oscar II av kungafamiljen vid kungens 25-årsjubileum på tronen 1897.

### Östra åttkantiga kabinettet
Östra åttkantiga kabinettet, tillsammans med ett liknande rum kallat Västra åttkantiga kabinettet, ligger på var sida om Bernadottegalleriet. Rummen är inredda i rokoko. Östra åttkantiga kabinettet används då kung Carl XVI Gustaf tar emot nya utländska ambassadörer till Sverige. Vid denna ceremoni färdas ambassadörerna från Utrikesdepartementet till slottet med häst och vagn, varpå de tas emot i Östra trappan. I Östra åttkantiga kabinettet möter de konungen i enskildhet, varpå de överlämnar sina kreditivbrev.
I Östra åttkantiga kabinettet finns även en ljuskrona i bergkristall, tillverkad i Frankrike omkring år 1700.

### Lovisa Ulrikas audiensrum
I Lovisa Ulrikas audiensrum finns fast inredning ritad av Carl Hårleman inför Adolf Fredriks och Lovisa Ulrikas inflyttning i våningen 1754. Dessutom finns lös inredning, som möbler och vävda tapeter, tillverkad i Stockholm och Frankrike på 1750-talet. På 1960-talet återställdes Lovisa Ulrikas audiensrum, och då samlades bevarad inredning från både Lovisa Ulrikas och Adolf Fredriks respektive audiensrum i detta rum. Till exempel fanns tronhimmelen ursprungligen i Adolf Fredriks audiensrum. Den ritades av Jean Eric Rehn och tillverkades av Pierre Louis Duru och Pehr Hilleström. Den sistnämnde har även vävt tronstolsmattan. Själva tronstolen är två stolar som tillverkades för kungaparets kröning 1751.
Klädseln på de små taburetterna, tillverkade på 1750-talet, har motiv från Jean de La Fontaines fabler. I rummet finns även en byst av Lovisa Ulrika, skulpterad av Johan Tobias Sergel.

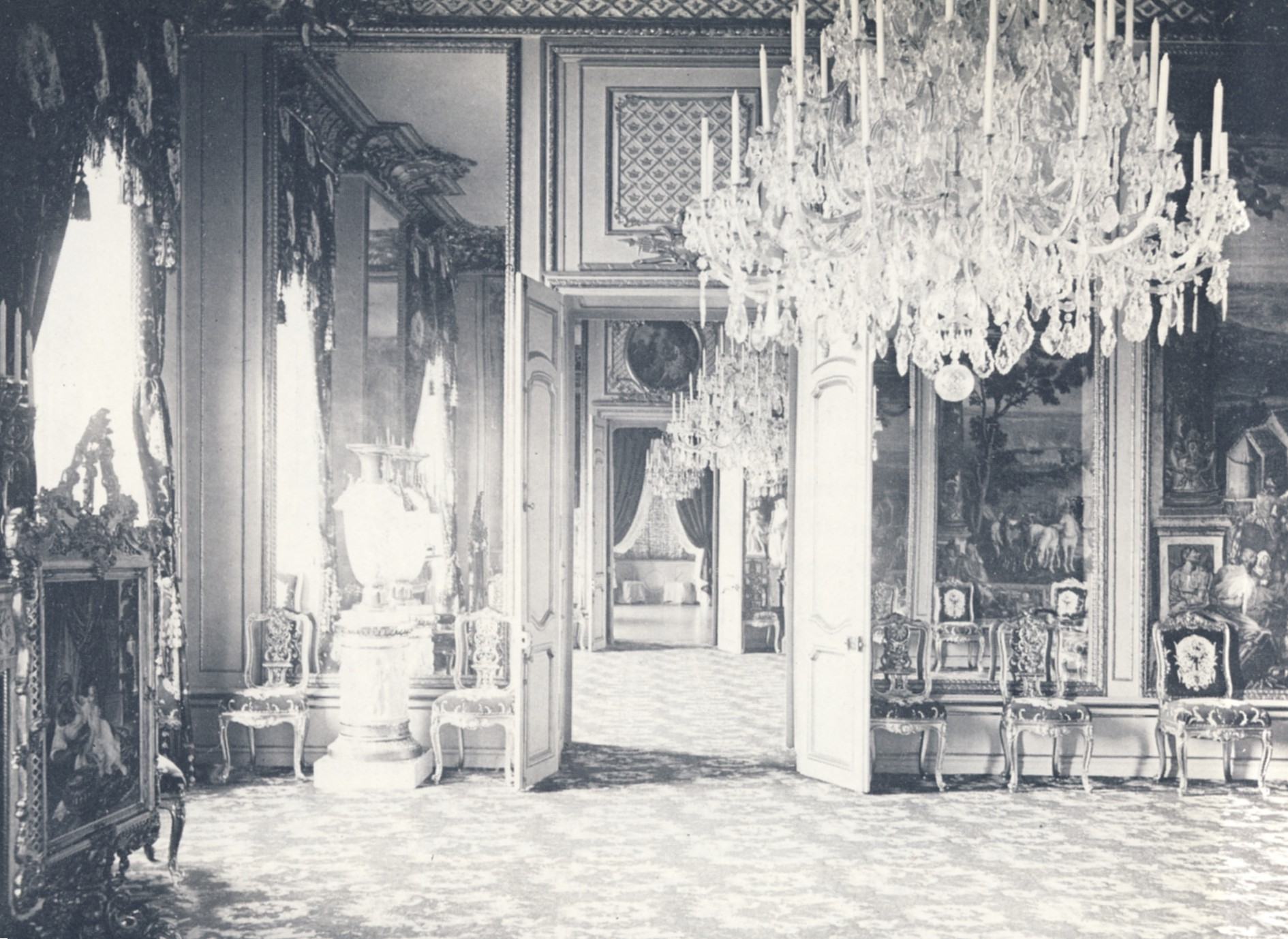
Lovisa Ulrikas audiensrum inrett som Karl XV:s audiensvåning 1870
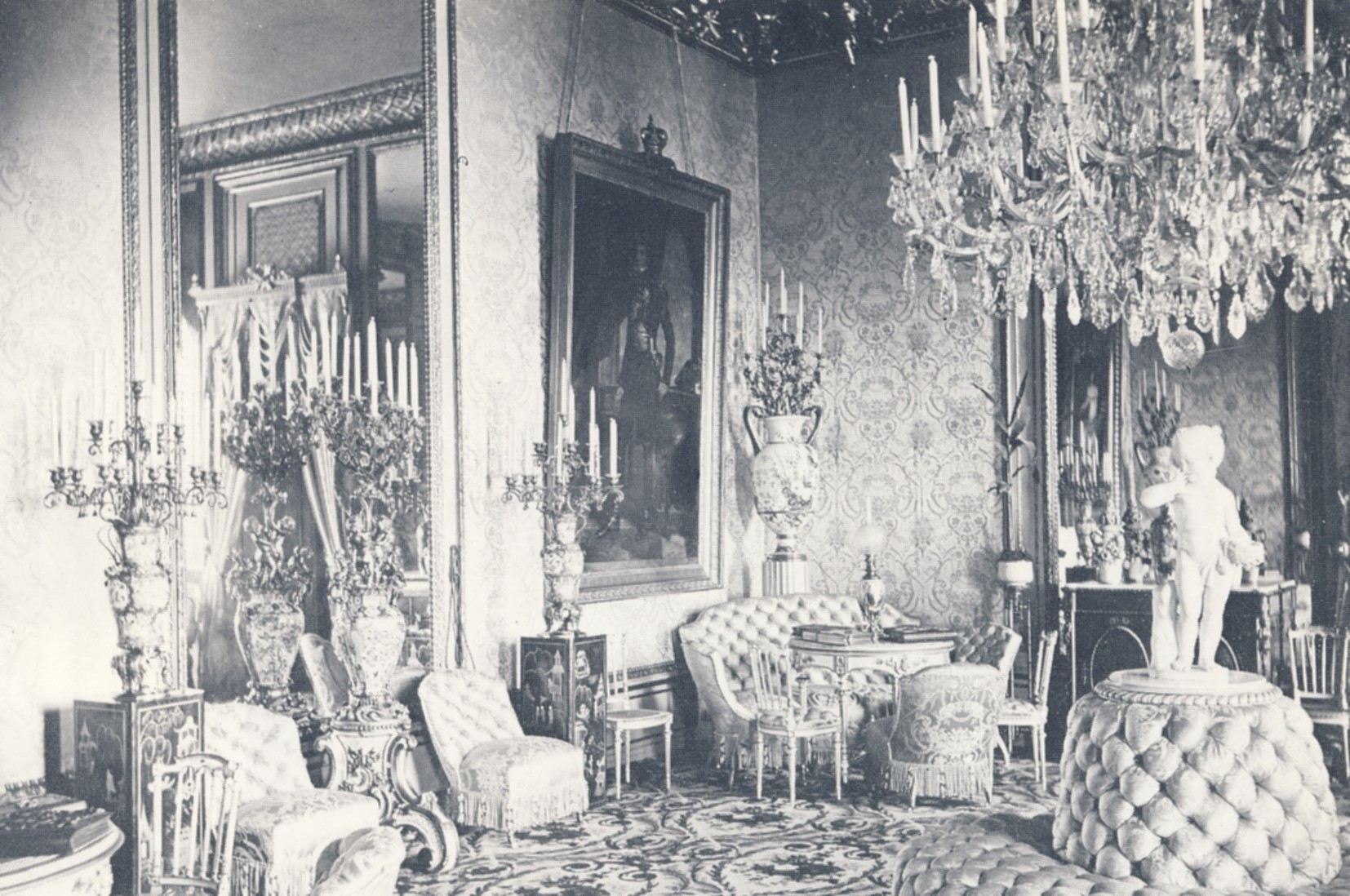
Lovisa Ulrikas audiensrum inrett som "Skära salongen" i drottning Sofias våning 1876
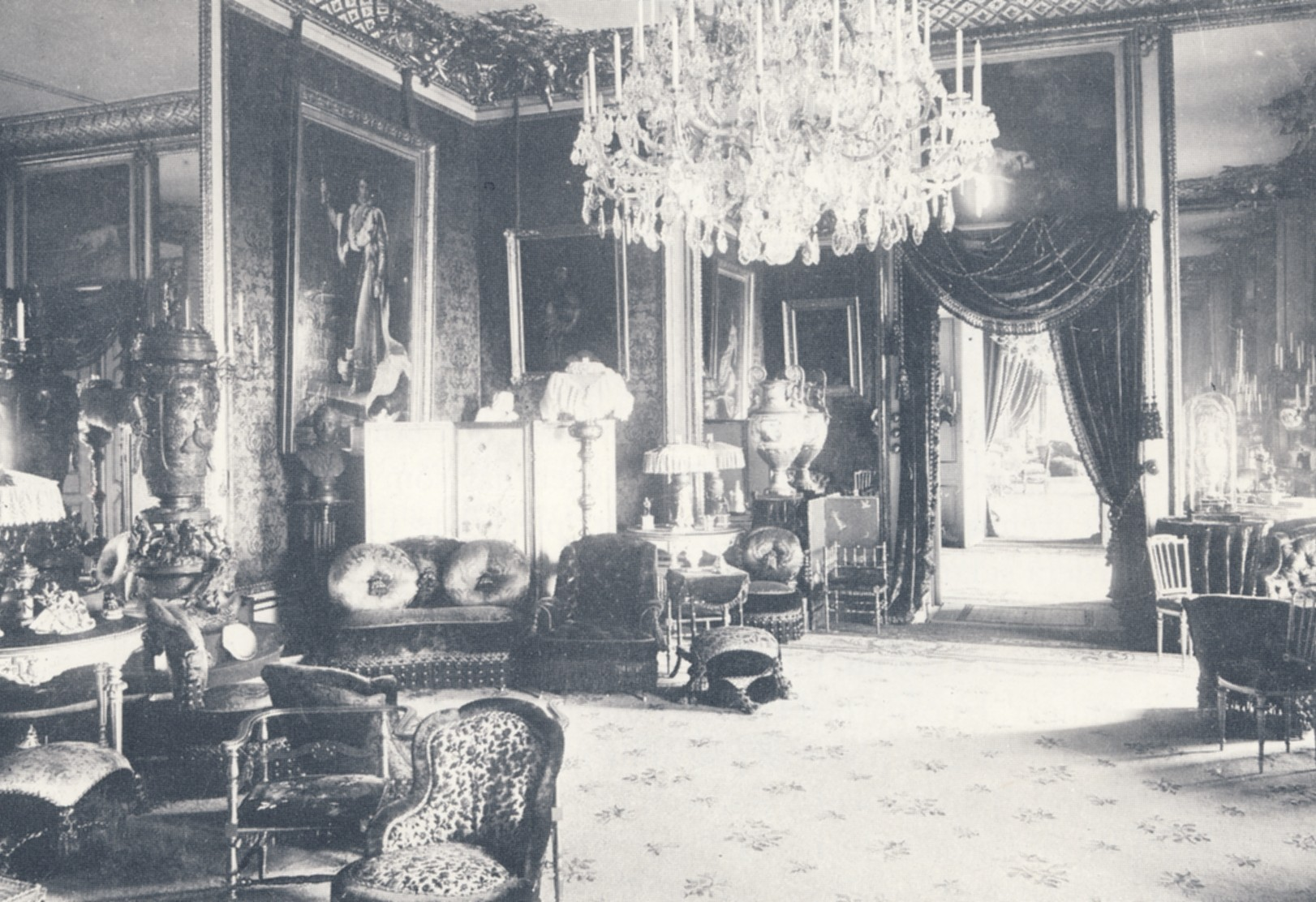
Lovisa Ulrikas audiensrum inrett som "Röda salongen" i drottning Sofias våning 1876
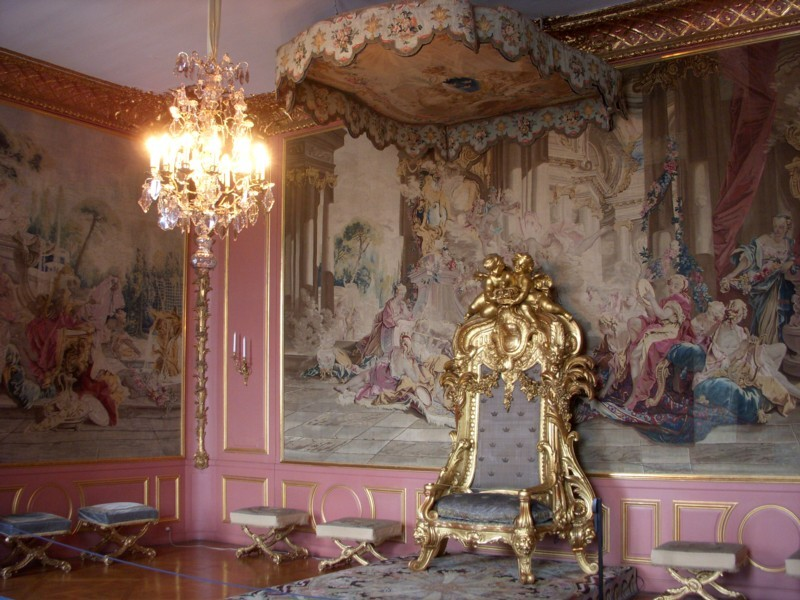
Lovisa Ulrikas audiensrum 2011

### Lovisa Ulrikas förmak
Den fasta inredningen i Lovisa Ulrikas förmak är ritad av Carl Hårleman på 1730-talet, och förnyades på 1860-talet, då bland annat den nuvarande dörren, dörröverstyckena på innerväggen samt spegeltrymåerna tillkom. Rummet fick sin nuvarande färgskala i blått på 1970-talet, i samband med att Bernadottevåningen restaurerades och den ursprungliga färgväxlingen mellan rummen återställdes.
På rummets innervägg hänger en pojkmålning utförd av italienaren Francesco Botticini i slutet av 1400-talet. Till höger om denna hänger Madonnan med barnet av Piero di Cosimo, från 1490-talet. Dessa konstverk hämtades från palats i Bologna i samband med Oscar I:s och Josefinas bröllop 1823. Josefina hade fått hertigdömet Galliera som dopgåva av Napoleon I. Madonnan med barnet räknas som ett av Gallierasamlingens främsta verk.

### Lovisa Ulrikas matsal
Lovisa Ulrikas matsal används av Utrikesnämnden för sammanträden. Rummet fick sin 1700-talskaraktär åter under 1950-talet. Panelerna i ek, som på 1870-talet frilagts från målning och förgyllning, behölls dock orörda. Den sidendamast som täcker väggarna vävdes på 1950-talet, efter förlagor av Jean Eric Rehn. Rummets dörröverstycken illustrerar de fyra elementen. Ett annat dörröverstycke visar hjortjakt. De är utförda av Jean-Baptiste Oudry, och köptes till slottet 1740.
Rummets konsolbord är sannolikt ritade av Carl Hårleman. De tillhör slottets förnämsta skurna arbeten i rokoko.

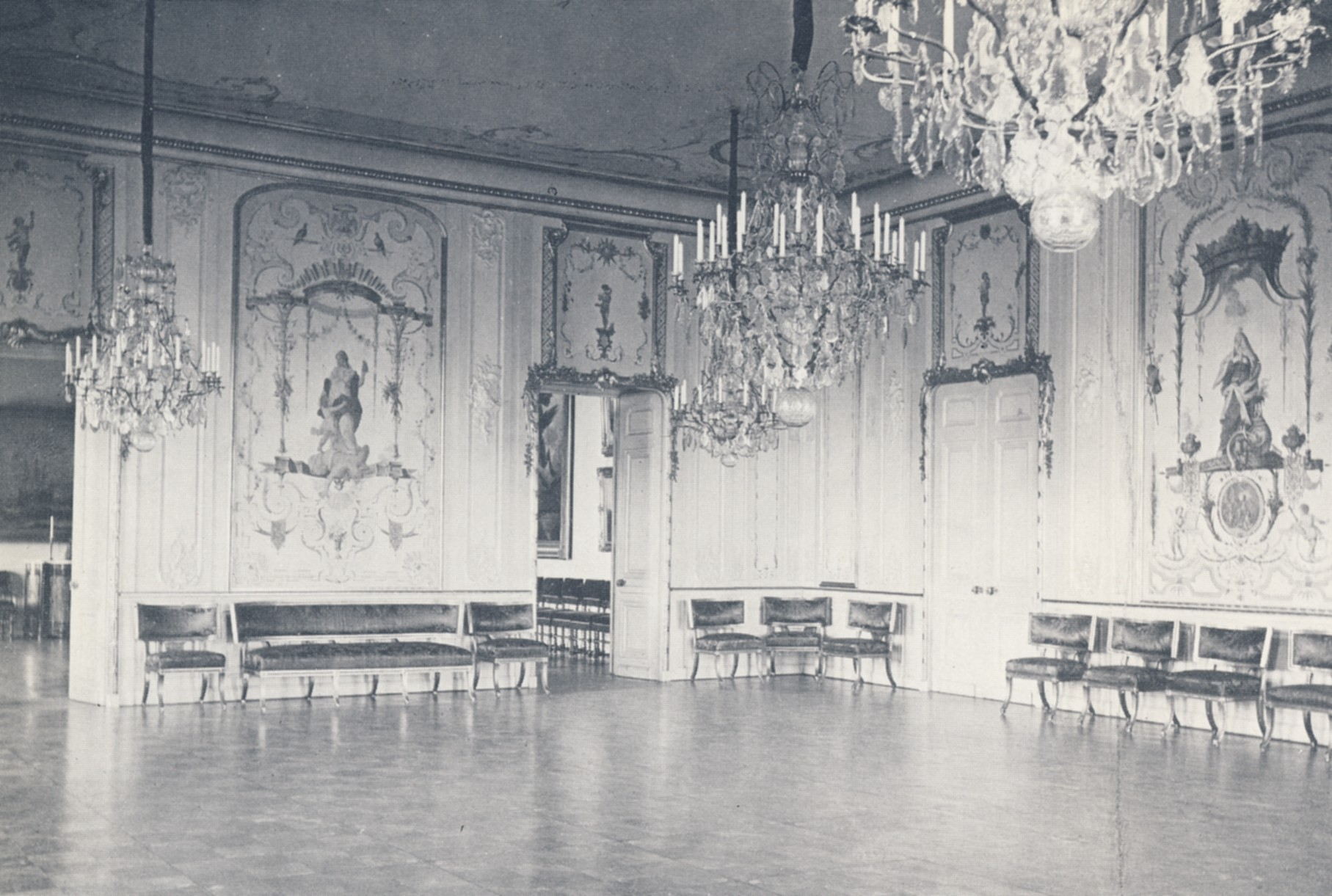
Lovisa Ulrikas matsal inredd som Karl XV:s danssal 1870
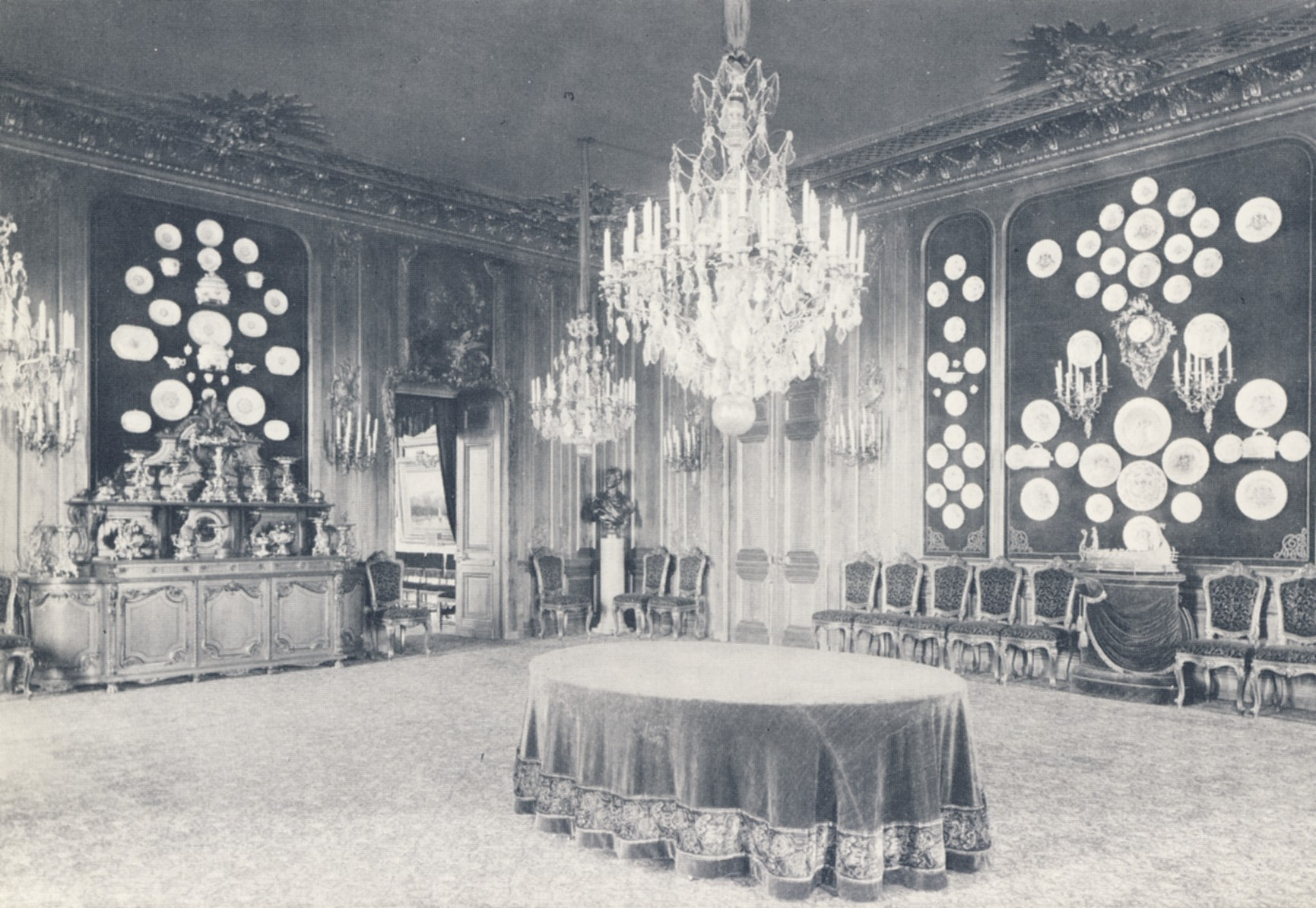
Lovisa Ulrikas matsal inredd som matsal för Oskar II 1887
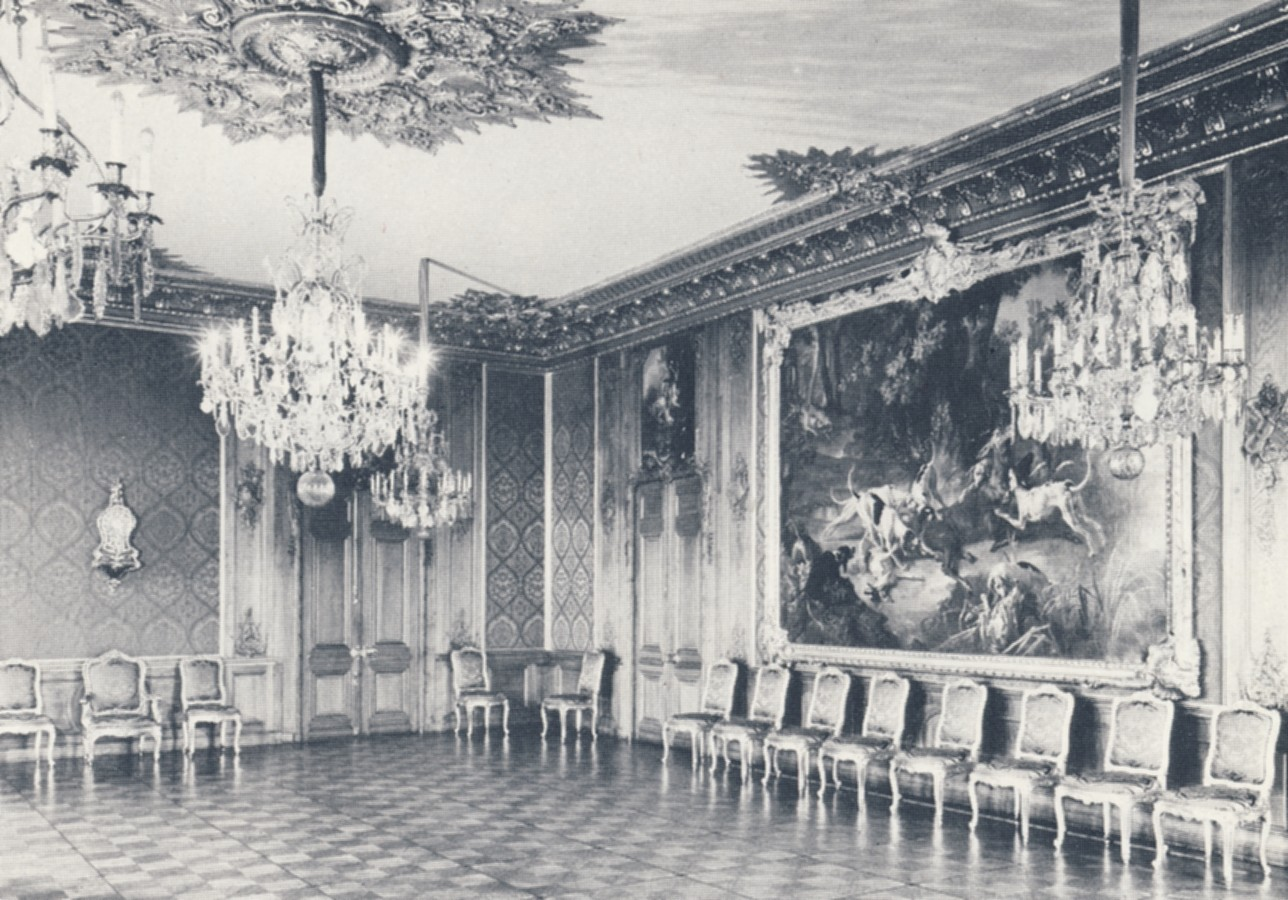
Lovisa Ulrikas matsal efter renoveringen 1950
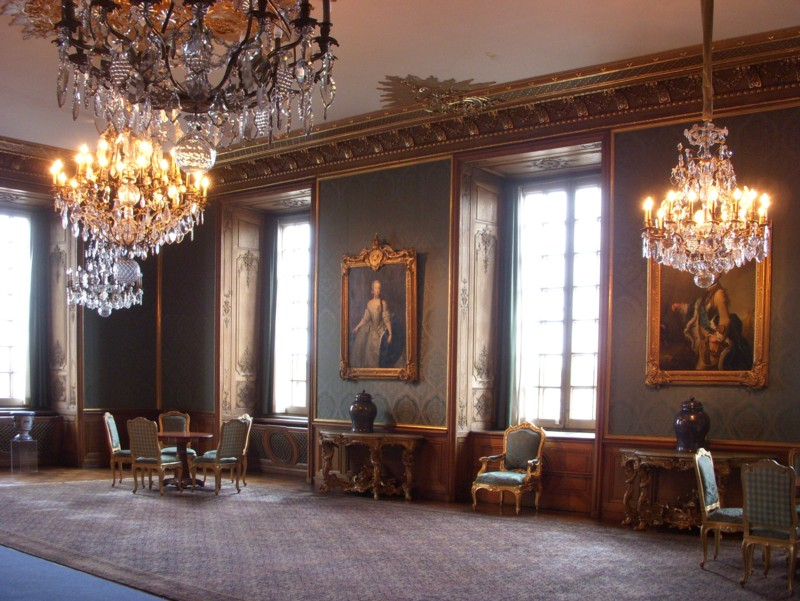
Lovisa Ulrikas matsal 2011

### Livdrabantsalen
Bernadottevåningen avslutas med ytterligare en drabantsal. Rummet användes på Gustav III:s tid som en liten slottsteater. Idag finns porträtt av ätten Bernadottes medlemmar i rummet. Isaac Grünewalds porträtt av Ingrid av Sverige hänger mellan fönstren. Övriga porträtt i rummet visar Gustaf Adolf, drottning Louise,  kronprinsessan Margareta, Gustaf VI Adolf, prinsessan Sibylla, Carl XVI Gustaf och drottning Silvia. De båda sistnämnda porträtten utfördes av Nelson Shanks 1990–1991.
Rummets golvurnor är tillverkade vid porslinsmanufakturen i Sèvres 1907. De var en gåva från Frankrikes president Armand Fallières till Oscar II. Stolarna i sengustaviansk stil är utförda av Erik Öhrmark. Sidenklädseln är vävd i Italien 1994, efter originalet från cirka 1800.

### Carl XVI Gustafs Jubileumsrum
Carl XVI Gustafs jubileumsrum var den officiella gåvan från Sveriges riksdag, regering och kommuner i samband med att Carl XVI Gustaf 1998 firade 25 år som statschef. Inredningsarkitekt Åke Axelsson hade det övergripande ansvaret för inredningen, på temat svensk sommar.